# Muayad Al-Haddad
Muayad Al-Haddad   (Kuwait, 3 de març de 1960) és un exfutbolista kuwaitià de la dècada de 1980.
Fou internacional amb la selecció de futbol de Kuwait amb la qual participà a la Copa del Món de futbol de 1982.
Pel que fa a clubs, destacà a Khaitan Sporting Club i Qadsia SC.